# Zwei Gehängte
Zwei Gehängte ist ein Berg an der Grenze zwischen Klosterneuburg und dem Bezirksteil Neuwaldegg im 17. Wiener Gemeindebezirk Hernals. Er hat eine Höhe von 442 m ü. A., eine ältere Höhenangabe lautete 447 m ü. A.
Der Berg im nördlichen Wienerwald befindet sich unweit der Wiener Höhenstraße zwischen Dreimarkstein und Hameau und bezieht sich auf die historische Flurbezeichnung Zwei Gehängte, mit der die unmittelbar westlich einer Einsattelung gelegene Anhöhe bezeichnet wird; aber auch der Sattel selbst samt der knapp darunterliegenden Wegkreuzung und der über die Zwei-Gehängten-Brücke führenden Höhenstraße tragen diese Bezeichnung. In der Franziszeischen Landesaufnahme wurde der Gipfel noch Klosterberg genannt.

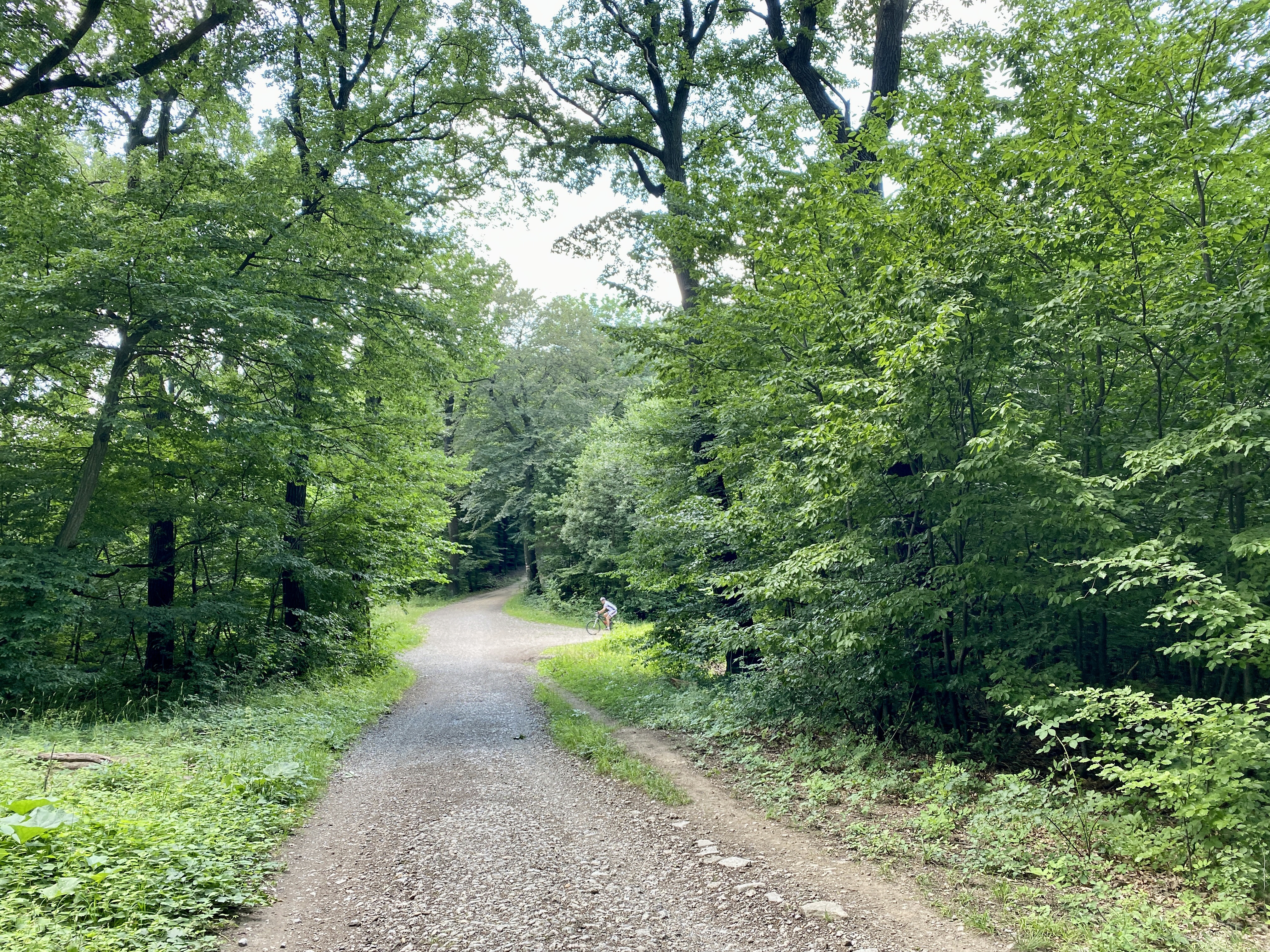
Weg vom Dreimarkstein
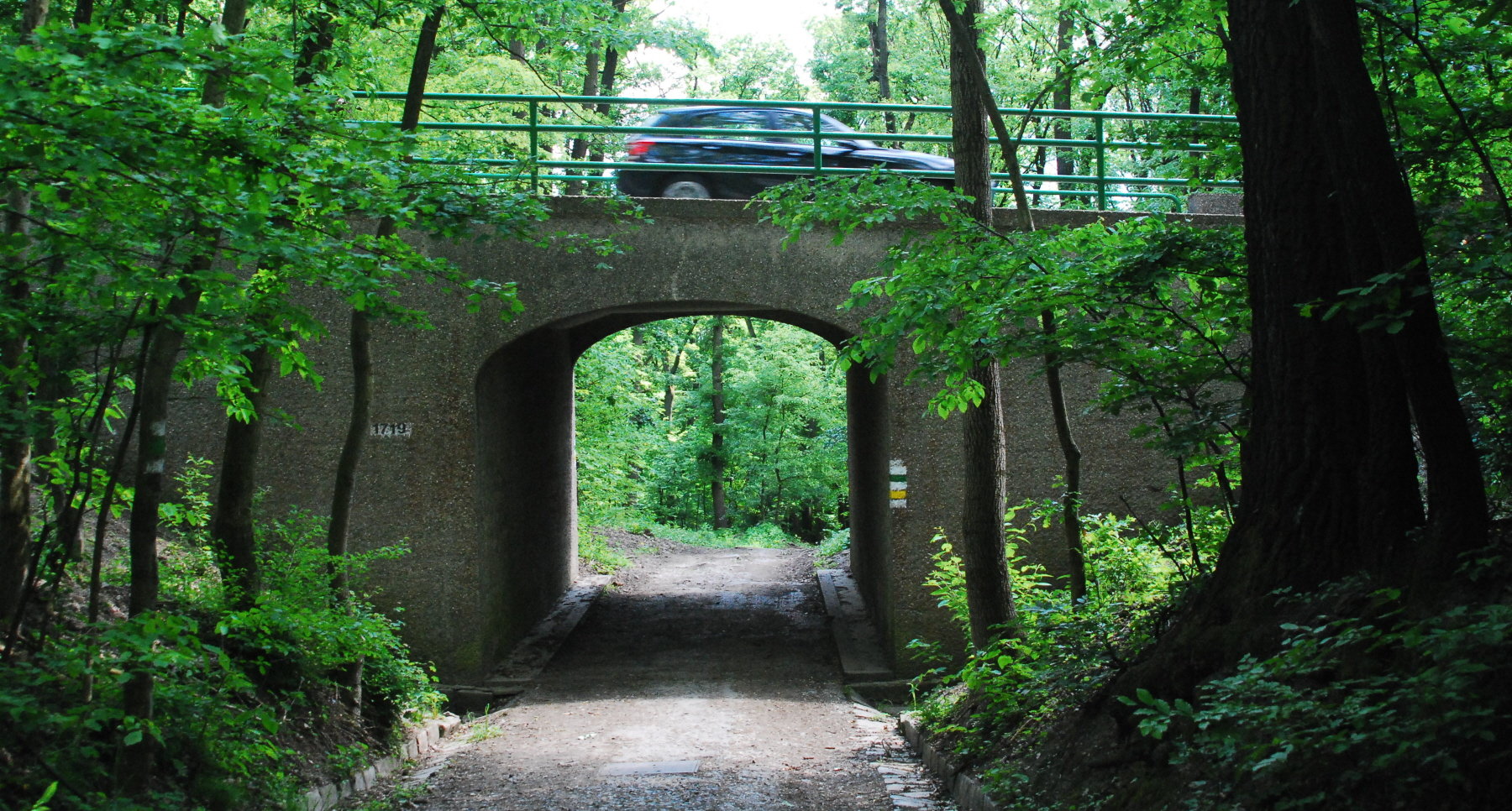
Zwei-Gehängten-Brücke
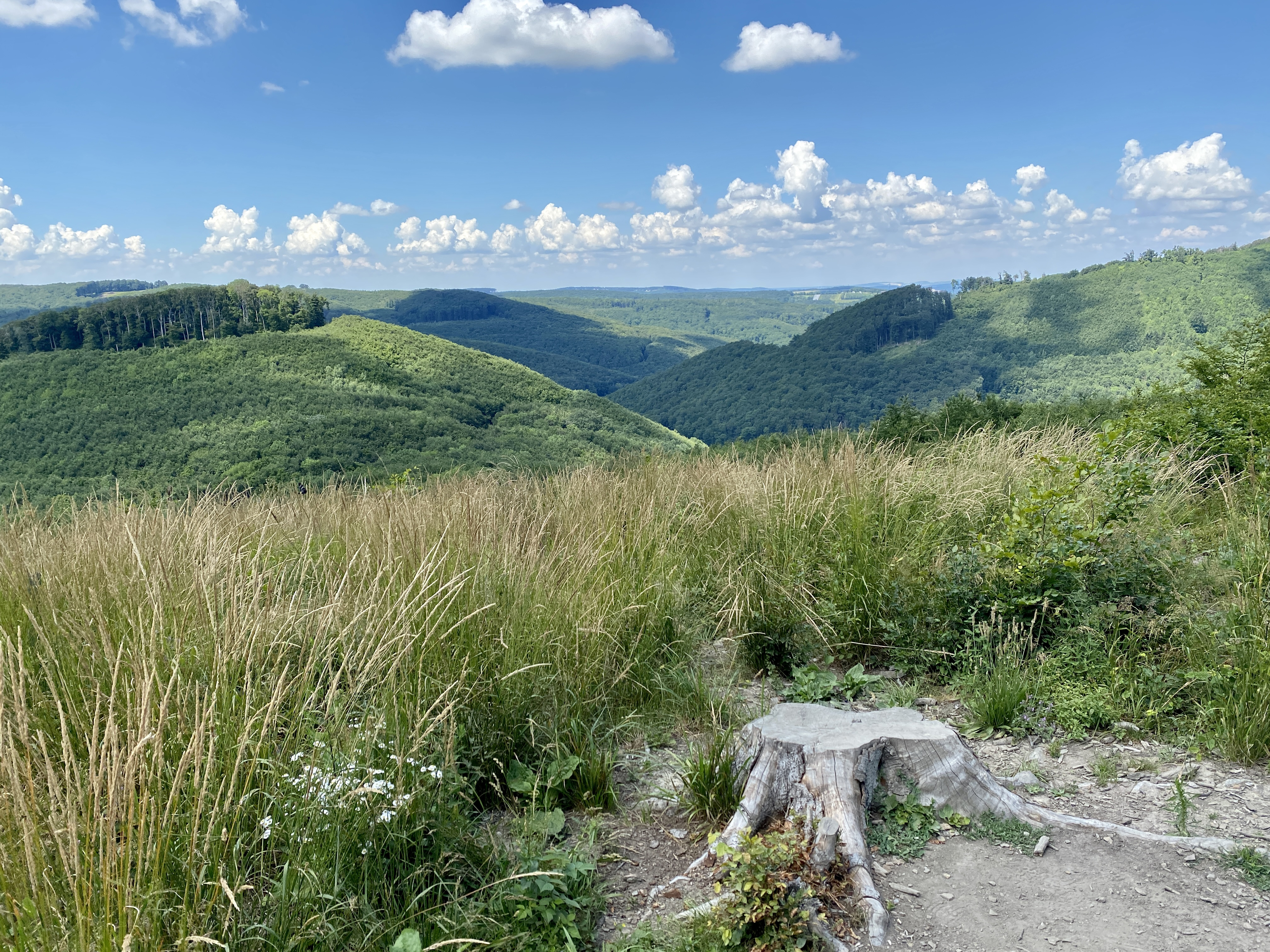
Blick vom Gipfel in das Tal des Weidlingbachs
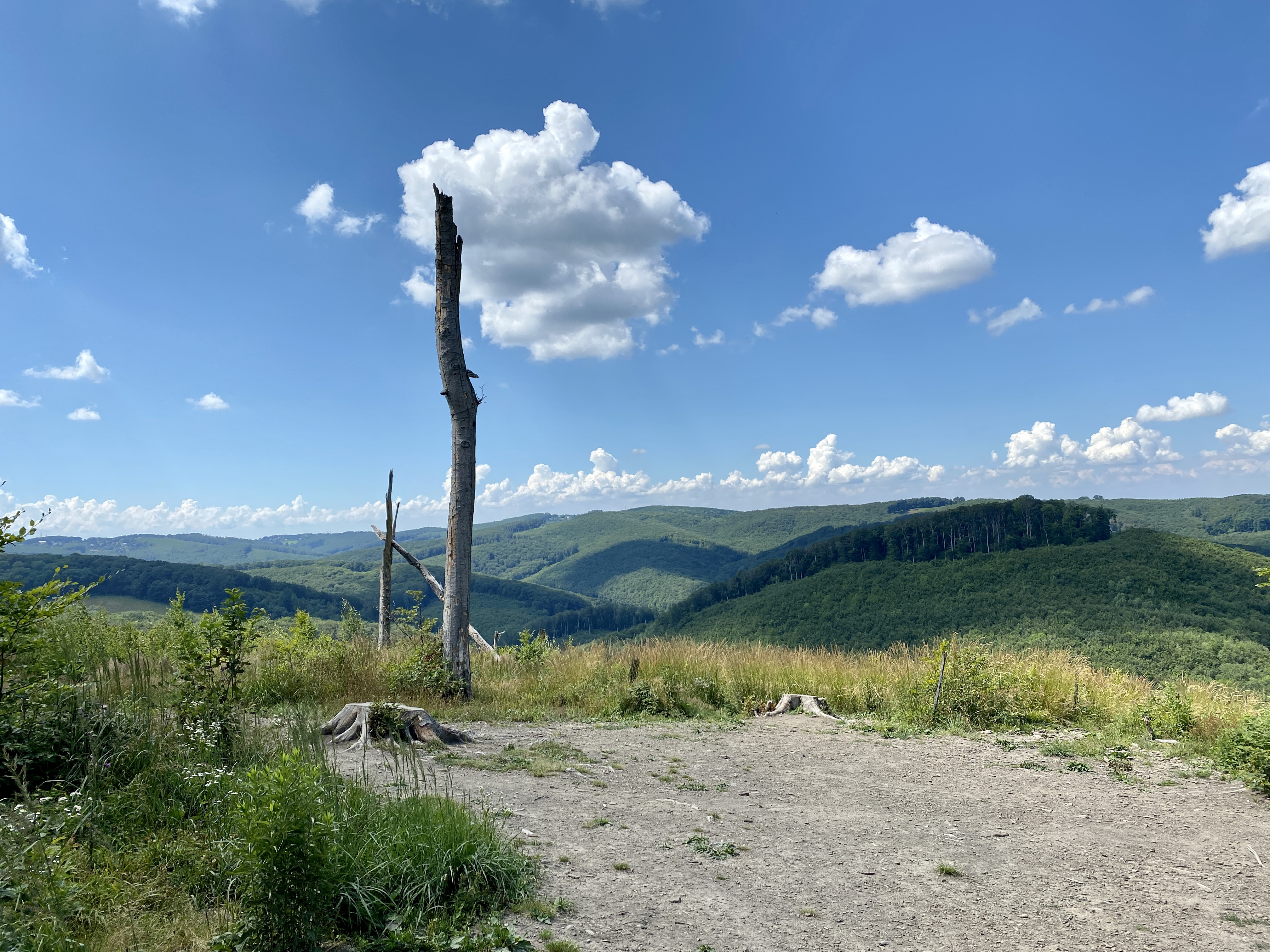
Blick vom Gipfel auf den Simonsberg
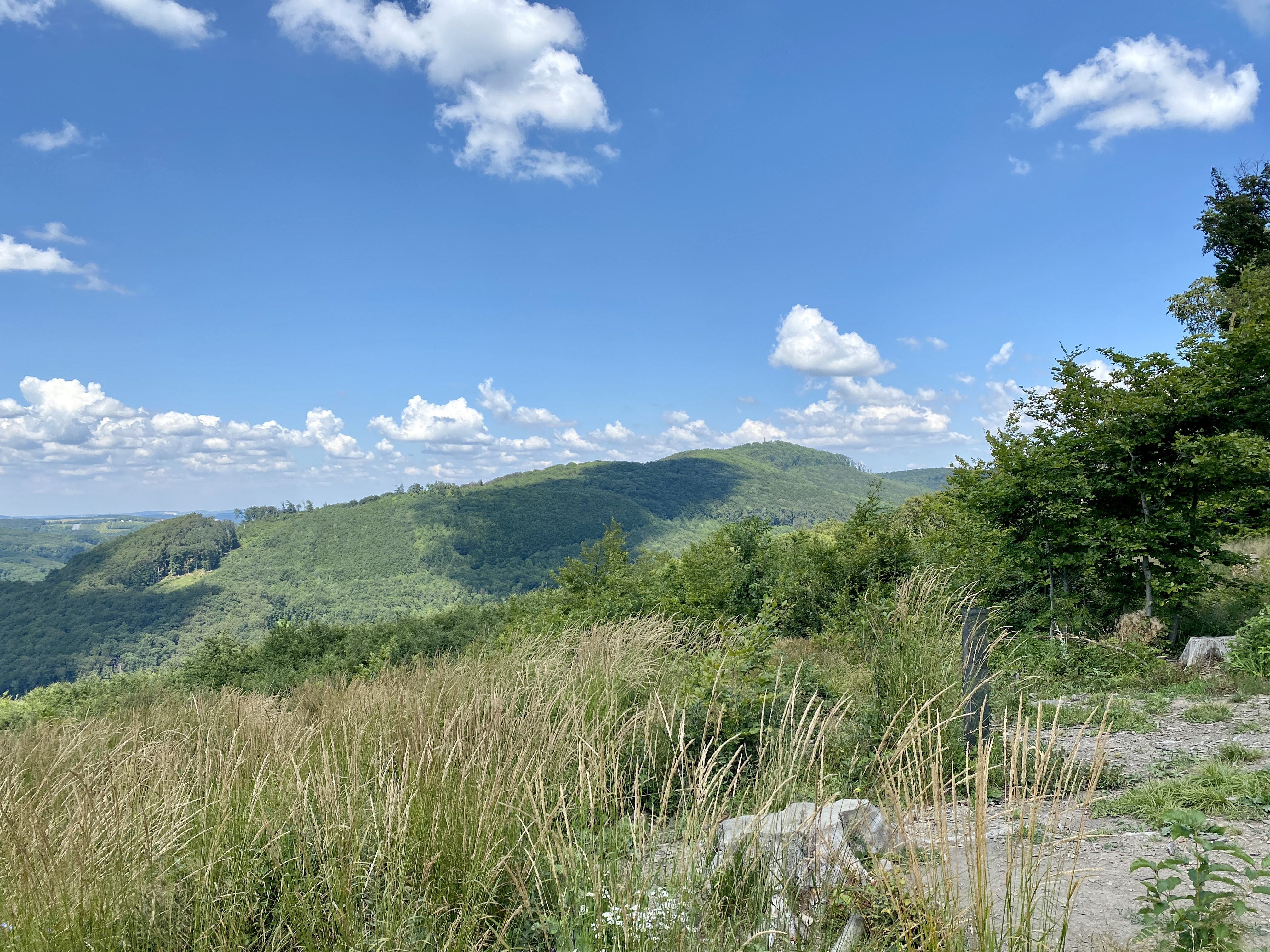
Blick vom Gipfel auf den Hermannskogel